# 薛啟隆
薛啟隆（？—？），原名昌桂，字啟龍，又字奇龍，人稱斗六將軍，廣東人。清代桃園一位墾戶，參與桃園開發。

## 生平

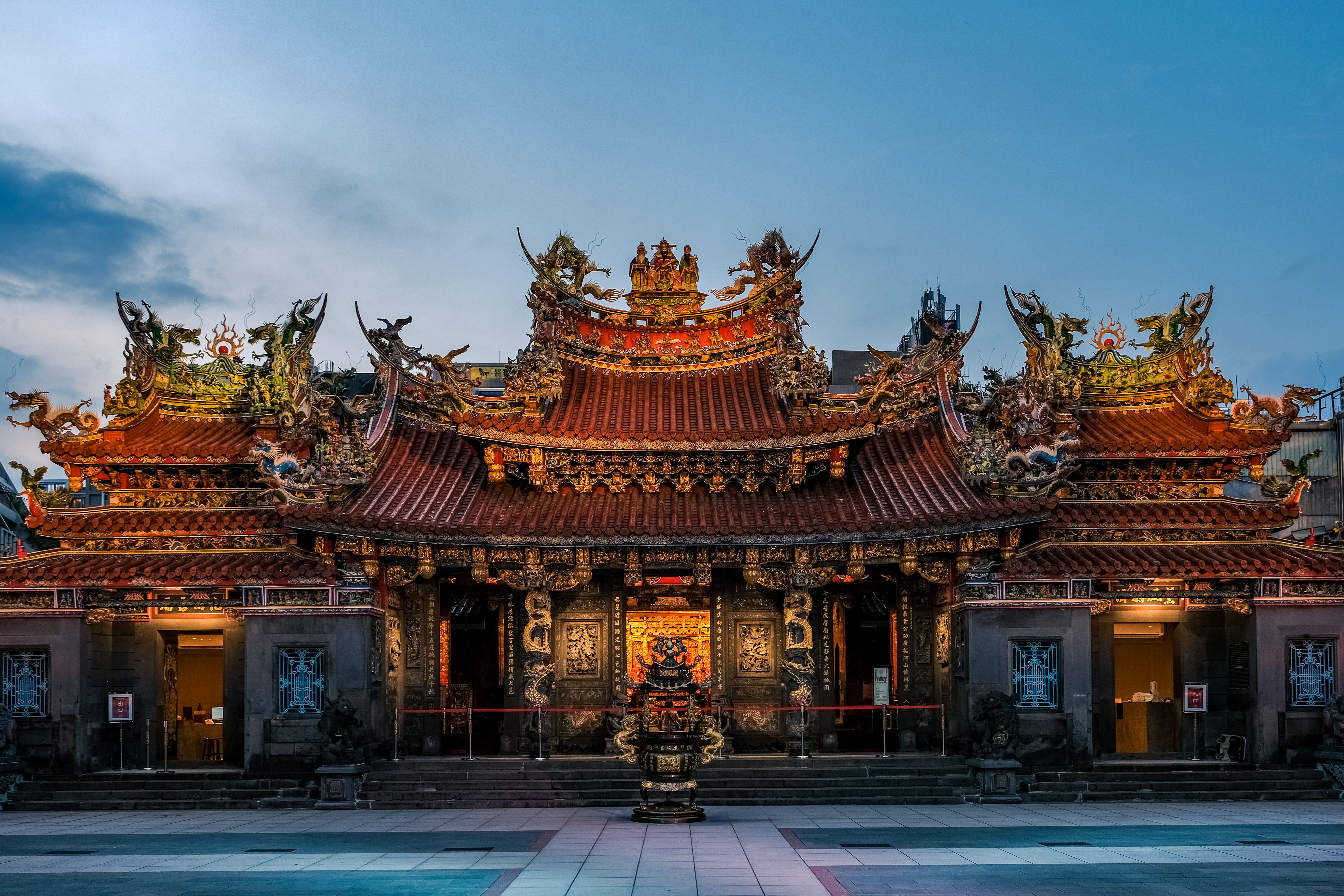
桃園景福宮是由薛啟隆所建

薛啟隆在兄弟4人中排行老大。朱一貴事件爆發時曾來台平亂，被加封為首府，後返回廣東。乾隆二年（1737年）獲得福建總督許可，率領數百名勞工東渡來台開墾。原在斗六經營，後逐漸北上發展，進入桃澗平原（今桃園），斗六人感念其功績，因此樹立一塊名為「斗六將軍」的石碑。乾隆六年（1741年）與凱達格蘭族霄裡社通事知母六及佃農開鑿霄裡大圳，引水自山腳泉水孔，灌溉番仔寮、三塊厝、南興莊、棋盤厝、八塊厝、山腳莊等6莊田地，使墾區發展日益興旺。
薛啟隆除開墾田地外，也與當地原住民以物易物。當時瘟疫橫行，其便在乾隆十年（1745年）興建景福宮。之後薛啟隆於霄裡逝世，葬於沙鹿，其牌位也被存放在景福宮後殿中。

## 軼事
薛啟隆曾於虎茅莊（今桃園）的中心地帶種植許多桃樹。乾隆十二年（1747年），其見到桃花盛開，隨風搖曳的景象十分美麗，於是此地命名為桃仔園，即今之桃園。